# Sepawon
Sepawon is een bestuurslaag in het regentschap Kediri van de provincie Oost-Java, Indonesië. Sepawon telt 5630 inwoners (volkstelling 2010).